# 南浜村
南浜村（みなみはまむら）は、かつて新潟県北蒲原郡にあった村。1954年11月1日の新潟市への編入合併によって消滅し、現在は新潟市北区の一部となっている。
以下の記述は合併直前当時の旧南浜村に関しての記述であり、現在では名称等が異なる場合がある。なお、ここに記述されていない内容に関しては新潟市などの記事を参照。

## 歴史
- 1889年（明治22年）4月1日 - 町村制施行にともなう合併により、南浜村が発足。村役場は大字島見浜の金田吉一郎宅に設置[3][4]。

| 南浜村 | 島見浜村、太夫浜村、神谷内新田、太郎代新田 |

- 1915年（大正4年） - 順慶寺奥座敷へ移転していた村役場を火災により焼失[4]。
- 1921年（大正10年）10月 - 村役場を新築移転[4]。
- 1954年（昭和29年）11月1日 - 新潟市へ編入。（南浜村消滅）

## 行政

### 歴代村長
- 官選制村長時代
  - 第１代　金田保三（明治22年5月～明治23年4月[5]）（1889年8月 - ）[3][4]
  - 第２代　南半之助（明治23年4月～明治23年10月[5]）[4]
  - 第３代　有田孫太郎（明治23年10月～明治25年10月[5]）[4]
  - 第４代　吉田義孝（明治25年10月～明治33年12月[5]）[4]
  - 南三次郎（1902年ごろ - 1909年ごろ）[4][6][7][8][9][10][11][12]
  - 此村六蔵（1909年ごろ - 1913年ごろ）[4][13][14][15][16]
  - 南義二郎（1913年ごろ - 1934年ごろ）[4][17][18][19][20][21][22][23][24][25][26][27][28][29][30][31][32][33][34][35][36][37][38]
    - (不在）（1934年ごろ - 1935年ごろ）[39]

  - 吉田正一（1935年ごろ - 1943年ごろ）[4][40][41][42][43][44][45][46][47][48][49]
  - 石山茂（1943年ごろ - 1944年ごろ）[50][51]
  - 吉田正継[5]
  - 神田寅吉[5]
  - 神田藤三郎[5]
  - 有田正継[5]
- 民選制村長時代

## 地域
南浜村は、合併した村名を継承する以下の大字で構成される。
島見浜（しまみはま）
1889年（明治22年）まであった島見浜村の区域。現在の新潟市北区島見町。
太夫浜（たゆうはま）
1889年（明治22年）まであった太夫浜村の区域。現在の新潟市北区太夫浜。
神谷内（かみやち）
1889年（明治22年）まであった神谷内新田の区域。現在の新潟市北区神谷内。
太郎代浜（たろうだいはま）
1889年（明治22年）まであった太郎代新田の区域。現在の新潟市北区太郎代。

## 学校

### 小学校
- 南浜村立太郎代小学校
- 南浜村立南浜小学校
- 南浜村立太夫浜小学校

### 中学校
- 南浜村立南浜中学校